# Frans Open 2011
Het Frans Open is een golftoernooi van de Europese PGA Tour. In 2011 heeft het toernooi gespeeld een nieuwe naam gekregen: Alstom Open de France. Het werd gespeeld van 30 juni tot en met 3 juli, voor de tiende achtereenvolgende keer gespeeld op Le Golf National buiten Parijs. Het prijzengeld is € 3.000.000 waarvan de winnaar € 500.000 krijgt.
De Fransman Thomas Levet behaalde de  overwinning, voor de Engelsman Mark Foster en de Deen Thorbjørn Olesen.

## Verslag
Ronde 1
Tijdens de ochtendronde begon Robert-Jan Derksen  met een ronde van +1 en ging Richard Green aan de leiding met -6. Even later kwam Graeme Storm ook met -6 binnen. Nicolas Colsaerts maakte 's middags een ronde van -2, Joost Luiten scoorde par. Maarten Lafeber en Floris de Vries maakten beiden +6.
Ronde 2
James Morrison maakte een tweede ronde van 66 en kwam met -10 aan de leiding.  Richard Green ging naar de tweede plaats en Colsaerts maakte een ronde van 70 en staat nu gedeeld negende. Derksen scoorde weer 72 en haalde met een totaal van +2 maar net de cut. Luiten, De Vries en Lafeber kwamen resp. op +3, +7 en +8 en mogen het weekend niet meer meedoen.
Ronde 3
Derksen maakte weer een ronde van 72 en kwam op de 45ste plaats. Morrison speelde boven par, hij bleef aan de leiding maar kreeg gezelschap van landgenoot Mark Foster. Colsaerts staat gedeeld negende.
Ronde 4
Winnaar deze week werd Thomas Levet, die twee jaar geleden in Spanje zijn laatste overwinning behaalde. Derksen maakte een ronde van 73 en eindigde op een gedeeld 37ste plaats, Colsaerts eindigde op een gedeeld elfde plaats.
Nadat Levet met champagne overgoten was, sprong hij in het meer naast de 18de green en brak zijn been. Hij kon twee maanden niet meer spelen.

## Spelers
| - Felipe Aguilar - Thomas Aiken - Fredrik Andersson Hed - Seve Benson - John Bickerton (2006) - Thomas Bjørn - Richard Bland - Liam Bond - Grégory Bourdy - Gary Boyd - Markus Brier - Paul Broadhurst (1995) - Mark Brown - Rafael Cabrera Bello - Michael Campbell - Ariel Cañete - Alejandro Cañizares - Alex Cejka - Christian Cévaër - Shiv Chowrasia - Darren Clarke - George Coetzee - Robert Coles - Nicolas Colsaerts - Rhys Davies - Carlos Del Moral - François Delamontagne - Robert-Jan Derksen - Robert Dinwiddie - David Dixon - Stephen Dodd - Andrew Dodt - Jamie Donaldson - Nick Dougherty - Bradley Dredge - David Drysdale - Simon Dyson - Rafa Echenique | - Johan Edfors - Niclas Fasth - Kenneth Ferrie - Richard Finch - Oliver Fisher - Oscar Florén - Mark Foster - Stephen Gallacher - Ignacio Garrido - Daniel Gaunt - Philip Golding (2003) - Jean-Baptiste Gonnet - Ricardo González - Tano Goya - Richard Green - Mark F Haastrup - Matt Haines - Anders Hansen - Søren Hansen - Peter Hanson - Andreas Hartø - Grégory Havret - Oskar Henningsson - Michael Hoey - Keith Horne - David Horsey - David Howell - Jeppe Huldahl - Raphaël Jacquelin - Thongchai Jaidee - Scott Jamieson - Miguel Ángel Jiménez (2010) - Michael Jonzon - Alexandre Kaleka - Anthony Kang - Shiv Kapur - Martin Kaymer (2009) | - Simon Khan - James Kingston - Søren Kjeldsen - Maarten Lafeber - José Manuel Lara - Pablo Larrazábal (2008) - Paul Lawrie - Peter Lawrie - Danny Lee - Thomas Levet - Wen-chong Liang - Shane Lowry - Joost Luiten - David Lynn - Malcolm MacKenzie (2002) - Matteo Manassero - Stuart Manley - Pablo Martín - Gareth Maybin - Richard McEvoy - Paul McGinley - Ross McGowan - Damien McGrane - Rory McIlroy - Edoardo Molinari - Francesco Molinari - Colin Montgomerie (2000) - James Morrison - George Murray - Christian Nilsson - Alexander Norén - Steven O'Hara - José María Olazabal (2001) - Thorbjørn Olesen - Gary Orr - Hennie Otto - John Parry - Phillip Price | - Alvaro Quiros - Richie Ramsay - Jeff Remesy (2004, 2005) - Robert Rock - Brett Rumford - Noh Seung-yul - Marcel Siem - Jeev Milkha Singh - Graeme Storm (2007) - Scott Strange - Mark Tullo - Alvaro Velasco - Floris de Vries - Anthony Wall - Romain Wattel - Steve Webster - Peter Whiteford - Martin Wiegele - Bernd Wiesberger - Danny Willett - Oliver Wilson - Chris Wood - Fabrizio Zanotti - Matthew Zions Invitaties - Brendan Steele - Jin Jeong - Jean-François Lucquin - Jean van de Velde Nationale rangorde - Romain Wattel - Alexandre Kaleka - Victor Dubuisson - Victor Riu Amateurs - Alexander Levy |